# Paraliparis auriculatus
Paraliparis auriculatus és una espècie de peix pertanyent a la família dels lipàrids. La femella fa 13,1 cm de llargària màxima. Tenen seixanta-vuit vèrtebres i la boca de color gris. Es troba a l'Índic oriental: la costa occidental de Tasmània (Austràlia). És un peix marí i batidemersal que viu entre 992 i 1.000 m de fondària al talús continental. És inofensiu per als humans.